# Maratón de Nueva York 2021
La carrera de este año fue la quincuagésima edición de la maratón de New York. La maratón fue realizada en la ciudad de Nueva York, en los Estados Unidos, el 7 de noviembre del 2021. El número de competidores fue limitado a 33 000 debido a la pandemia de COVID.
Las carreras de élite fueron ganadas por Albert Korir y Peres Jepchirchir, ambos de Kenia, con tiempos de 2:08:22 y 2:22:39 respectivamente. Las carreras en silla de ruedas fueron ganadas por Marcel Hug de Suiza y Madison de Rozario de Australia, con tiempos de 1:31:24 y 1:51:01 respectivamente.

## Historia
La edición anterior, correspondiente al 2020, fue cancelada debido a la pandemia de COVID-19. La edición del 2021, sin embargo, fue confirmada en junio del mismo año por el Gobernador de Nueva York Andrew Cuomo. Fue inaugurada, según la tradición, el primer domingo de noviembre, y constituyó la última de las Grandes Maratones celebradas en 2021. Todos los eventos transcurrieron en las seis semanas que van desde el final de septiembre hasta principios de noviembre. El principal patrocinador de la maratón fue Tata Consultancy Services. El primer, segundo y tercer lugar de cada carrera de elite recibiría como premio 100.000, 60.000 y 40.000 dólares americanos respectivamente, y una prima de 25.000 para el competidor estadounidense mejor posicionado en cada carrera. Ambas carreras en sillas de ruedas otorgaron premios por valor de 25.000, 20.000 y 15.000 dólares americanos para aquellos que alcanzaran el podio.
Dada la pandemia en curso el número de corredores estuvo limitado a 33.000, y se exigió a los competidores el estar completamente vacunados contra el COVID-19 o la presentación de un test negativo de COVID-19. Los participantes debieron utilizar mascarillas en todo momento a excepción de en las mismas carreras y fueron divididos en cinco segmentos horarios para minimizar el riesgo de contagio.

### Características de la carrera
La distancia oficial es de 42.195 kilómetros (26.219 millas) ratificado por World Athletics (IAAF). La maratón comienza en el fuerte Wadsworth sobre Staten Island. Los corredores primero han de cruzar el puente Verrazzano-Narrows y adentrarse en Brooklyn. Las calles de este municipio son planas y comprenden hasta la milla 12 de la carrera, momento en los participantes incursionarán en Queens para luego cruzar el puente Queensboro en la milla 13.
Tras cruzar el puente los competidores entran en Manhattan y corren con dirección norte sobre la Primera Avenida. Sobre la milla 19 y 20 (El Bronx) les esperan bandas musicales y bailarines. La pista vuelve a entrar en Manhattan (Quinta Avenida) para los 10 kilómetros finales. Tras correr a través de Harlem, enfrentarán una leve pendiente sobre la Quinta Avenida tras la que se nivelará el terreno y correrán en paralelo al Central Park. El recorrido entra entonces al parque sobre la milla 24, gira sobre Columbus Circle en la milla 25 y reingresa al parque para finalizar.

## Campo

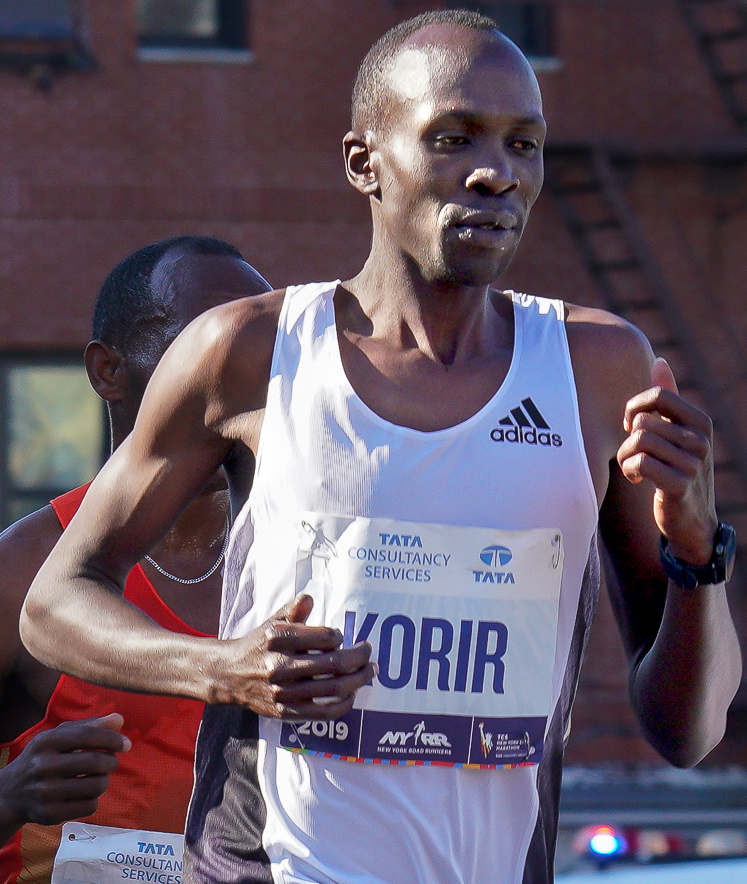
Albert Korir ganó la carrera masculina de elite.

En la carrera de elite femenina participó Peres Jepchirchir, quién ganó la maratón pospuesta de los Juegos Olímpicos de verano 2020, y consiguió el mejor tiempo personal de todas las competidoras. Molly Seidel, quién llegó tercera en la maratón Olímpica, también compitió. Esta fue la primera participación de ambas corredoras en esta maratón. Ababel Yeshaneh y Nancy Kiprop, quiénes llegaron segunda y cuarta respectivamente en la Maratón 2019 de Chicago también participaron, como hizo también la ganadora de la  Des Linden. Las estadounidenses Sally Kipyego, Aliphine Tuliamuk y Emily Sisson también compitieron. La ganadora de la edición 2019, Joyciline Jepkosgei no compitió, prefiriendo participar de la Maratón 2021 de Londres.
Kenenisa Bekele hizo su debut en el evento de elite masculina. Bekele no competía en New York desde 2006, pero fue persuadido por la New York Road Runners. Albert Korir y Girma Bekele Gebre, quienes llegaron segundo y tercero respectivamente en la edición anterior, también compitieron. Abdi Nageeye, quién llegó segundo en la maratón Olímpica también compitió, así como Kibiwott Kandie, quién ostenta el récord mundial en media-maratón, e hizo su debut en la modalidad maratón. El ganador de la edición del 2016 Ghirmay Ghebreslassie compitió, al igual que muchos corredores cuyos mejores tiempos se hallan por debajo de los 2:10:00 como Noah Droddy, Callum Hawkins y Jared Ward. El canadiense Ben Preisner, cuyo récord personal está justo sobre los 2:10:00 tuvo su debut en una Maratón Mundial.
De la carrera femenina en silla de ruedas participaron Manuela Schär, quién ganó las últimas tres ediciones e impuso el récord de campo en 2019, así como la quíntuple ganadora Tatyana McFadden cuya última victoria en el evento ocurrió en 2016, la dos veces campeona Amanda McGrory, la ganadora de la maratón 2020 de Londres Nikita den Boer, y Susannah Scaroni, quién alcanzó el mejor tiempo en la edición virtual de la maratón de 2020.
De la carrera masculina en silla de ruedas participó Daniel Romanchuk, ganador de las ediciones de 2018 y 2019, así como el tres veces campeón Marcel Hug. Otros competidores incluyen a Aaron Pike, quién llegara cuarto en las ediciones 2018 y 2019, Ernst van Dyk, quién ganó la maratón de Boston en diez ocasiones, y David Weir, ganador por ocho veces de la maratón de London.

## Sumario de la carrera

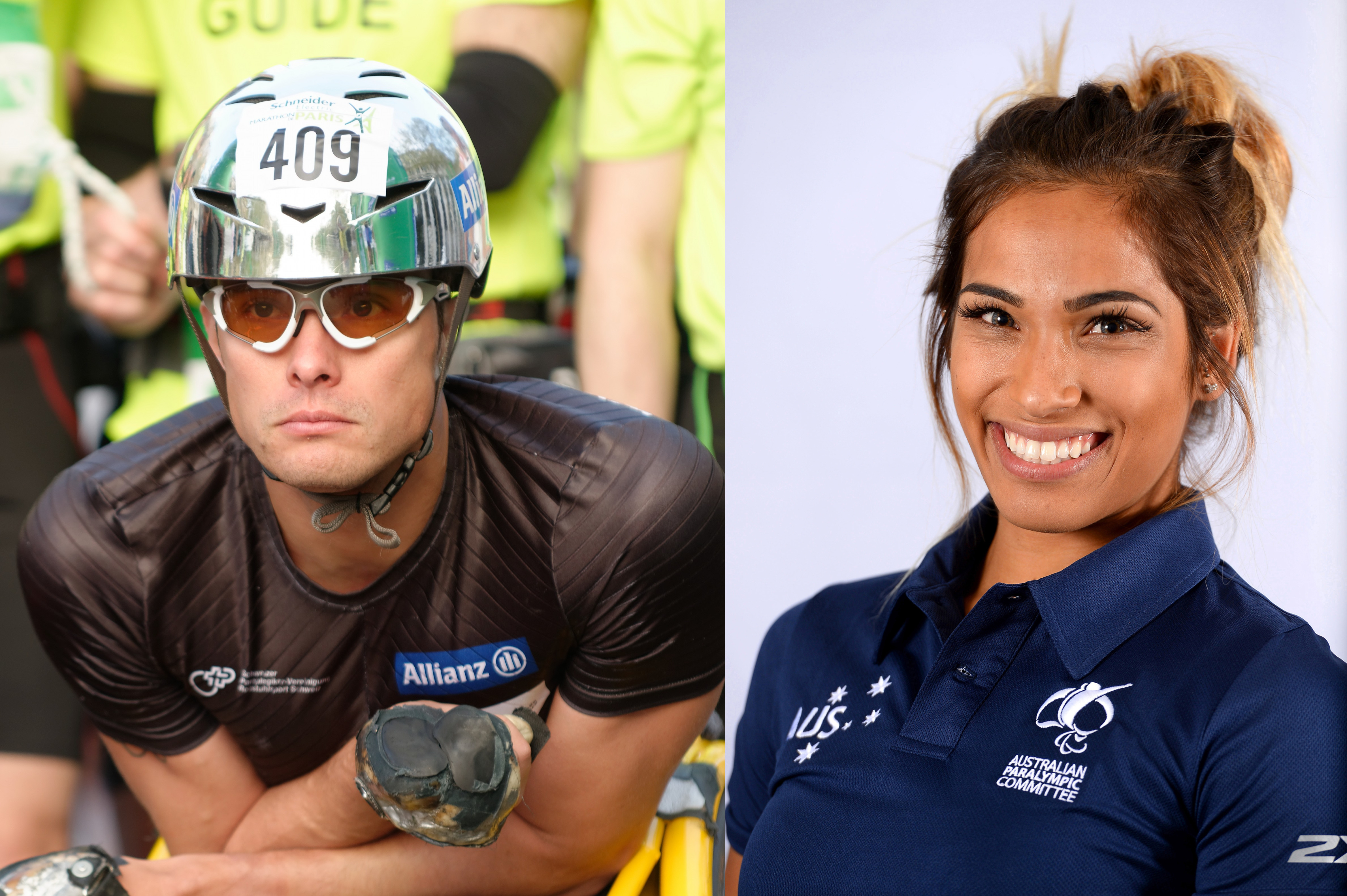
Marcel Hug y Madison de Rozario ganaron las carreras en silla de ruedas masculina y femenina respectivamente.

Las carreras en silla de ruedas comenzaron a las 08:00 EST (13:00 UTC), las carrearas de elite femeninas comenzaron a las 08:40 EST y las masculinas a las 09:05 EST.
La carrera femenina de elite fue ganada por la keniata Peres Jepchirchir, por delante de su coterránea Viola Cheptoo y la etíope Ababel Yeshaneh. Jepchirchir tomó el control de la carrera tras el kilómetro 29, pero no logró despegarse de Cheptoo y Yeshaneh hasta entrar a Central Park. Molly Seidel acabó en cuarto lugar, su tiempo, de 2:24:42 instaló un nuevo récord entre las competidoras estadounidenses, venciendo la marca de Kara Goucher, instalado en 2008, por algo más de un minuto. Esta fue la sexta participación de Shalane Flanagan en maratones mayores este año. 
La carrera de elite masculina fue ganada por el keniata Albert Korir, por delante del marroquí Mohamed El Araby y el italiano Eyob Faniel. Fue la primera victoria de Korir en una maratón mayor. El Araby y Faniel tomaron la punta temprano en la carrera, a medio camino, ya se hallaban 51 segundos por delante del grupo que les seguía. Sobre el kilómetro 29 el par fue alcanzado por Korir y Kibiwott Kandie y el primero tomó la punta unos 3 kilómetros después. El estadounidense Elkanah Kibet fue el mejor rankeado entre sus coterráneos.
La carrera en silla de ruedas femeninas fue ganada por la australiana Madison de Rozario, por primera vez una australiana se coronaba campeona. De Rozario, Manuela Schär y Tatyana McFadden se disputaron el liderazgo en los primeros tramos. Schär abandonó el grupo líder en el kilómetro 30. De Rozario tomó la punta sobre el puente Queensboro. McFadden y Schär acabaron segunda y tercera respectivamente.
La carrera masculina en silla de ruedas fue ganada por el sueco Marcel Hug, consiguiendo su cuarta victoria en esta maratón. Hug lideró la carrera de punta a punta y sobre el kilómetro 20 tenía una ventaja de 3 minutos sobre Briton David Weir, y se avenía a romper el récord de campo. Hug finalmente ganó con más de seis minutos de ventaja sobre Weir y Daniel Romanchuk, quines acabaron segundo y tercero respectivamente. Sin embargo Hug acabó perdiendo tiempo en los segmentos empinados del curso y no pudo romper el récord.

### Carrera amateur

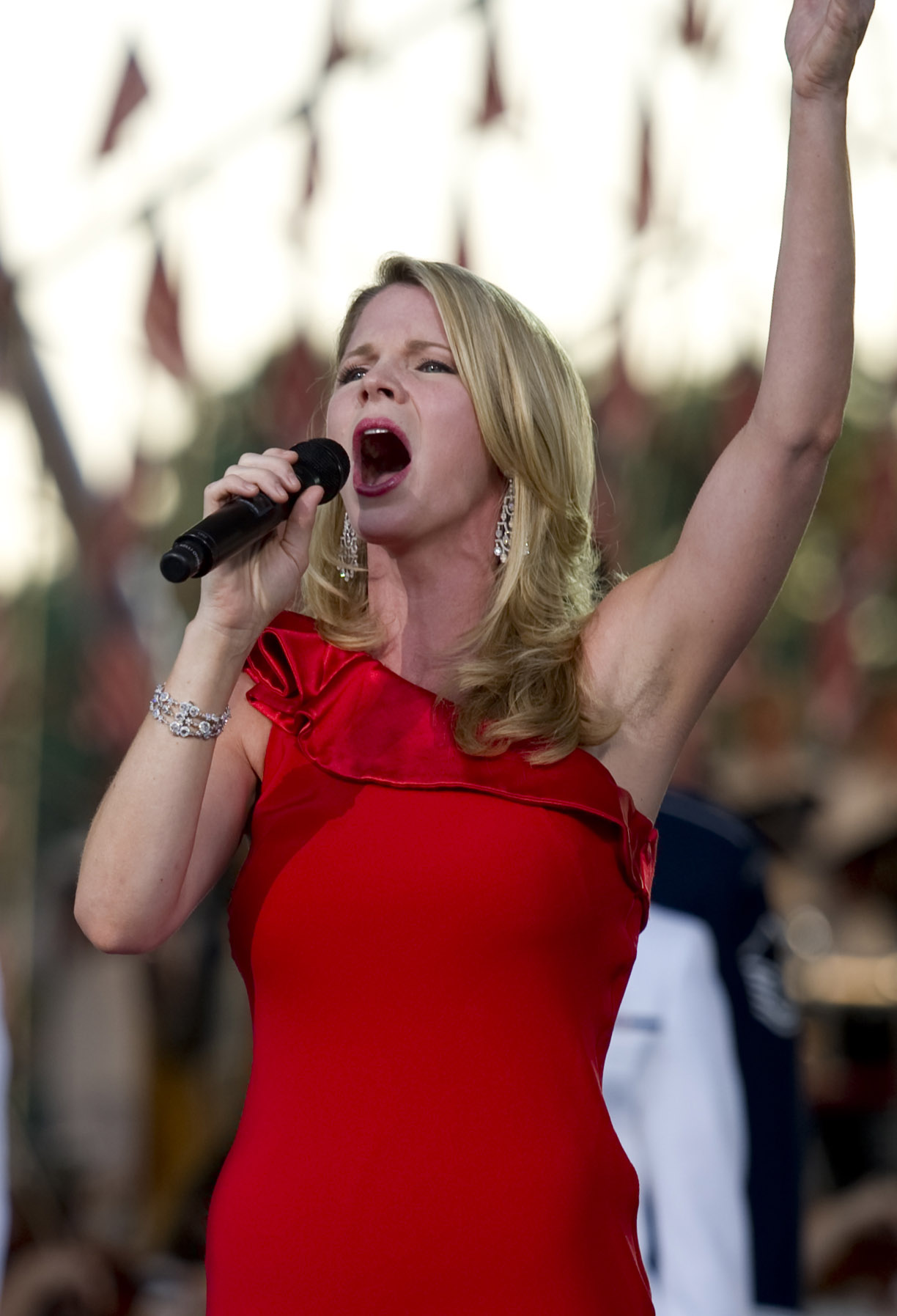
Kelli O'Hara cantó el himno nacional y también compitió en la carrera.

La carrera de participación masiva comenzó en cinco oleadas que partieron entre las 09:10 y las 12:00 EST. Alrededor de unas 30.000 personas compitieron en el evento. Entre las celebridades participantes estuvieron las jugadoras de fútbol estadounidenses Abby Wambach, Lauren Holiday, Kate Markgraf, Leslie Osborne, y la exfutbolista Tiki Barber. La actriz Kelli O'Hara compitió y cantó el himno nacional en la inauguración.

## Resultados
A continuación se listan los diez mejores por categoría

### Masculino
| Posición | Atleta           | Nacionalidad  | Tiempo   |
| -------- | ---------------- | ------------- | -------- |
|          | Albert Korir     | Kenia         | 02:08:22 |
|          | Mohamed El Araby | Marruecos     | 02:09:06 |
|          | Eyob Faniel      | Italy         | 02:09:52 |
| 4        | Elkanah Kibet    | United States | 02:11:15 |
| 5        | Abdi Nageeye     | Netherlands   | 02:11:39 |
| 6        | Kenenisa Bekele  | Etiopía       | 02:12:52 |
| 7        | Ben True         | United States | 02:12:53 |
| 8        | Nathan Martin    | United States | 02:12:57 |
| 9        | Kibiwott Kandie  | Kenia         | 02:13:43 |
| 10       | Jared Ward       | United States | 02:13:43 |

### Femenino
| Posición | Atleta            | Nacionalidad  | Tiempo   |
| -------- | ----------------- | ------------- | -------- |
|          | Peres Jepchirchir | Kenia         | 02:22:39 |
|          | Viola Cheptoo     | Kenia         | 02:22:44 |
|          | Ababel Yeshaneh   | Etiopía       | 02:22:52 |
| 4        | Molly Seidel      | United States | 02:24:42 |
| 5        | Helalia Johannes  | Namibia       | 02:26:09 |
| 6        | Kellyn Taylor     | United States | 02:26:10 |
| 7        | Annie Frisbie     | United States | 02:26:18 |
| 8        | Laura Thweatt     | United States | 02:27:00 |
| 9        | Grace Kahura      | Kenia         | 02:30:32 |
| 10       | Stephanie Bruce   | United States | 02:31:05 |

### Silla de ruedas masculino
| Posición | Atleta           | Nacionalidad  | Tiempo   |
| -------- | ---------------- | ------------- | -------- |
|          | Marcel Hug       | Switzerland   | 01:31:24 |
|          | David Weir       | Reino Unido   | 01:38:01 |
|          | Daniel Romanchuk | United States | 01:38:22 |
| 4        | Josh Cassidy     | Canadá        | 01:40:38 |
| 5        | Ernst van Dyk    | Sudáfrica     | 01:41:51 |
| 6        | Patrick Monahan  | Ireland       | 01:41:53 |
| 7        | Johnboy Smith    | Reino Unido   | 01:43:23 |
| 8        | Rafael Botello   | España        | 01:43:37 |
| 9        | Sho Watanabe     | Japón         | 01:43:39 |
| 10       | Krige Schabort   | United States | 01:44:25 |

### Silla de ruedas femenino
| Posición | Atleta                 | Nacionalidad  | Tiempo   |
| -------- | ---------------------- | ------------- | -------- |
|          | Madison de Rozario     | Australia     | 01:51:01 |
|          | Tatyana McFadden       | United States | 01:53:59 |
|          | Manuela Schär          | Switzerland   | 01:54:02 |
| 4        | Jenna Fesemyer         | United States | 01:59:45 |
| 5        | Vanessa de Souza       | Brazil        | 01:59:45 |
| 6        | Yen Hoang              | United States | 02:02:38 |
| 7        | Shelly Woods           | Reino Unido   | 02:09:42 |
| 8        | Michelle Wheeler       | United States | 02:18:13 |
| 9        | Arielle Rausin         | United States | 02:25:21 |
| 10       | Margriet van den Broek | Netherlands   | 02:28:10 |

- Datos: Q108195943
- Multimedia: 2021 New York City Marathon / Q108195943